# Władcy Akwitanii

Herb Akwitanii

Poniższa lista przedstawia władców, którzy rządzili w Akwitanii (księstwie i królestwie). Region ten do 1339 roku był stosunkowo niezależnym księstwem, kiedy stał się częścią Francji wcielony do tego królestwa przez Filipa VI, który odebrał prawa lenne do niej Edwardowi III.

## Książęta Akwitanii pod rządami Franków
Imiona władców z dynastii Merowingów są pogrubione.
- 555–560: Chram
- 583–587: Dezyderiusz
- od 583: Bladast
- 587–589: Astrobald
- 589–592: Sereusz
- 592–629: Chlotar II[a]
- 629–632: Charibert II
- 632: Chilperyk
- 632–639: Dagobert I
- 632–660: Boggis
- 660–676: Feliks
- 676–700: Lupus I
- 700–735: Odon Wielki
- 735–744: Hunald I
- 748–767: Waifer
- 767–769: Hunald II
- 769–778: Lupus II, również książę Gaskonii, rządy w Akwitanii niepewne

## Karolińscy królowie Akwitanii
- 781–817: Ludwik I Pobożny
- 817–838: Pepin I
- 838–852: Pepin II
- 852–855: Ludwik II Młodszy
- 855–864: Pepin II, ponownie
- 855–866: Karol Dziecię
- 866–879: Ludwik III Jąkała
- 879–884: Karloman
- 884–887: Karol Otyły

## Książęta Akwitanii po restauracji

### Dynastia z Poitiers

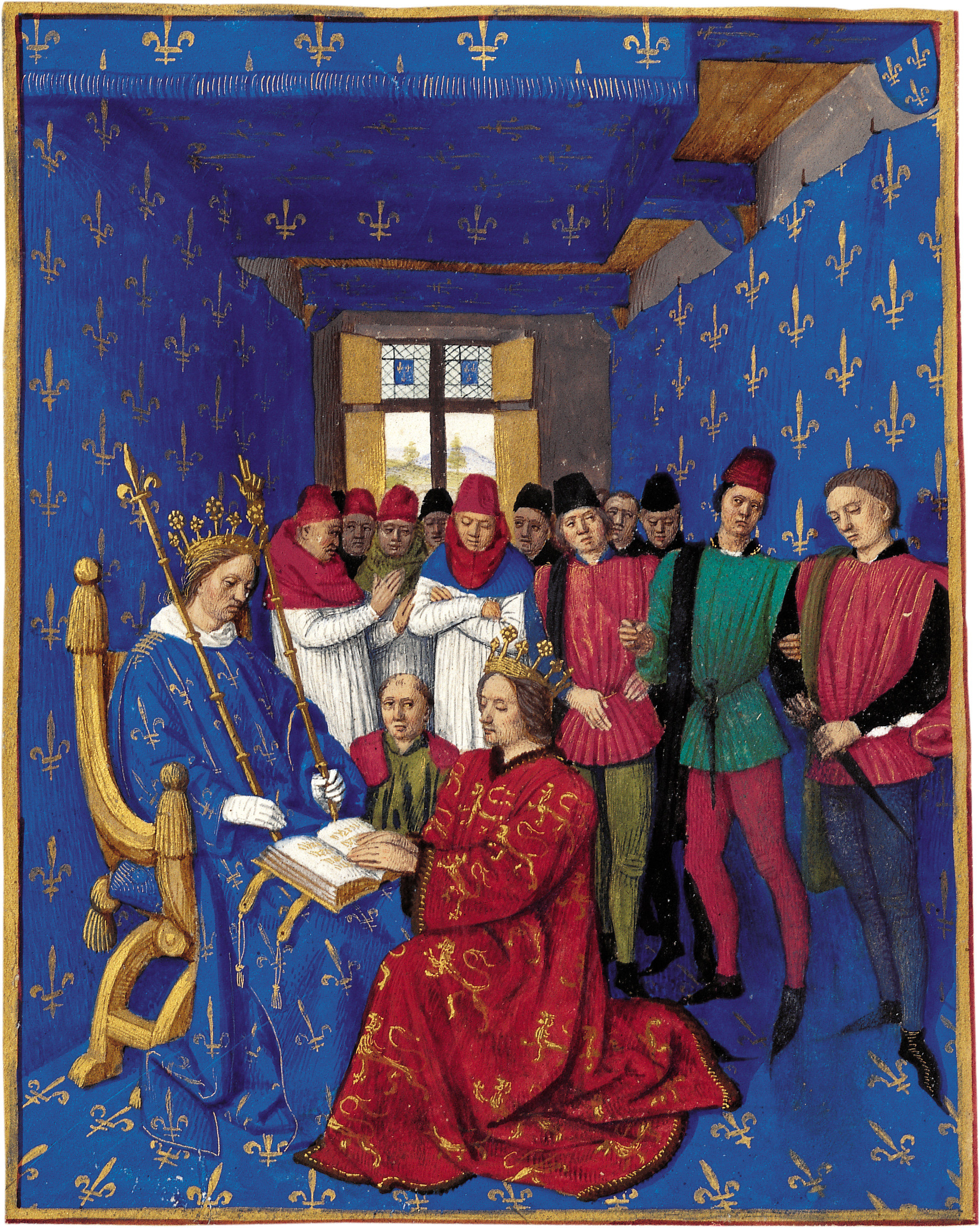
Edward I Długonogi składa hołd królowi Francji Filipowi Pięknemu

- 852–866: Ranulf I
- 887–890: Ranulf II (w 888 r. przyjął tytuł króla Akwitanii)
- 890–893: Ebalus Bękart

### Dynastia z Owernii
- 893–918: Wilhelm I Pobożny

### Dynastia z Razes
- 918–926: Wilhelm II Młodszy
- 926–927: Akfryd

### Dynastia z Poitiers
- 927–935: Ebalus Bękart
- 935–963: Wilhelm III Jasnowłosy
- 963–995: Wilhelm IV Żelazne Ramię
- 995–1030: Wilhelm V Wielki
- 1030–1038: Wilhelm VI Gruby
- 1038–1039: Odon
- 1039–1058: Wilhelm VII Śmiały
- 1058–1086: Wilhelm VIII
- 1086–1126: Wilhelm IX Trubadur
- 1126–1137: Wilhelm X Święty
- 1137–1172: Eleonora Akwitańska

### Kapetyngowie
- 1137–1152: Ludwik Młodszy

### Plantageneci
- 1152–1172: Henryk I
- 1172–1184: Ryszard I Lwie Serce
- 1184–1204: Eleonora Akwitańska (ponownie)
- 1189–1199: Ryszard I Lwie Serce
- 1199–1216: Jan bez Ziemi
- 1216–1254: Henryk II
- 1254–1306: Edward I Długonogi
- 1306–1325: Edward II
- 1325–1339: Edward III

## Angielscy książęta Akwitanii
- 1362–1372: Edward Czarny Książę
- 1372–1377: Edward III
- 1377–1390: Ryszard II
- 1390–1399: Jan II
- 1399–1399: Henryk III
- 1399–1422: Henryk IV
- 1422–1449: Henryk V

## Książęta Akwitanii– tytuł arystokratyczny
- 1345–1350: Jan de Valois
- 1392–1401: Karol de Valois, delfin
- 1401–1415: Ludwik de Valois, delfin
- 1469–1472: Karol Walezjusz, książę de Berry
- 1753–1754: Ksawery Burbon, syn Ludwika Ferdynanda